# Acoelomater
Acoelomater (Acoelomata) är en systematisk grupp av mycket små urtida tvåsidiga djur som är uppbyggda av tre skikt. Till skillnad från vissa andra djur i samma storlek saknar acoelmater kroppshåla.
Dessa djur var enkla varianter av dagens plattmaskar och slemmaskar.